# Harvey Kurtzman
Harvey Kurtzman (3 de octubre de 1924 - 21 de febrero de 1993) fue un editor, guionista y dibujante de historietas estadounidense. Es conocido por escribir y editar la revista satírica Mad de 1952 a 1956, por escribir las tiras de Little Annie Fanny para Playboy de 1962 a 1988 y por su personaje Goodman Beaver.

## Biografía

### Primeros años
Los padres de Kurtzman fueron David y Edith Kurtzman (Sherman, de soltera), quienes crecieron en Odesa, Ucrania, que pasaba por dificultades económicas después de la Revolución rusa; pertenecían a la más grande comunidad judía de la ciudad, que había sufrido discriminación antisemita por generaciones. Poco después de la Primera Guerra Mundial, migraron a Nueva York, Estados Unidos, allí se casaron y tuvieron a dos hijos, Zachary el 8 de abril de 1923, y Harvey, el 3 de octubre de 1924
El padre de Harvey Kurtzman falleció el 29 de noviembre de 1928, lo cual causó una situación económica tan adversa en su familia que su madre entregó a Kurtzman y su hermano en un orfanato, donde vivieron tres meses. Meses después, su madre se casó con Abraham Perkes, un inmigrante ruso de origen judío que trabajaba en imprentas, ambos tuvieron a un hijo, Daniel, nacido el 17 de febrero de 1931. Perkes llevaba a Kurtzman a su trabajo en la imprenta y lo alentó a crear diseños y dibujos así como a concebirse como un artista profesional.
Kurtzman dibujaba con tiza en las calles, inspirado por la tira de prensa Mike and Ike de Rube Goldberg, y su madre lo inscribió en clases de arte sabatinas. Adquirió su apreciación por las tiras de prensa y las historietas a finales de la década de 1930, frecuentemente buscando en diarios tirados en la basura nuevas tiras que leer. En particular fue influido por The Spirit de Will Eisner, a quien llamó «el más grande todos [...] un historietista virtuoso de un tipo que nunca había sido visto antes».
A los catorce años de edad ganó un concurso de caricatura con un premio de un dólar y su obra fue publicada en Top Comics #36 (abril de 1939). Más tarde ganó el concurso anual de arte John Wanamaker y recibió una beca para asistir a la High School of Music & Art. De acuerdo con Al Jaffee, su amigo y futuro colaborador, desde entonces Kurtzman tenía la ambición de publicar su propia revista. Kurtzman se graduó en 1941 y asistió a la universidad Cooper Union con una beca, pero abandonó sus estudios después de un año para dedicarse a las historietas.

### Carrera
Kurtzman trabajó para editoriales y para periódicos. En 1950, empezó a trabajar en EC Comics en Frontline Combat y Two-fisted Tales. En 1952, creó para esta editorial la revista satírica Mad. 
En 1962, para Playboy, creó la serie Little Annie Fanny. En España, Makoki publicó historias suyas.
En 1988 Harvey Kurtzman y Howard Zimmerman escribieron la biografía Mi vida como caricaturista por Harvey Kurtzman.